# ناتاشا هينستريدج
ناتاشا تونيا هنستريدج (ولدت في 15 أغسطس 1974) ممثلة وعارضة أزياء كندية سابقة، برزت لأول مرة في دور «سيل» المعدلة وراثيا في فيلم الخيال العلمي أنواع، كما كان لها عدة أدوار بارزة منها ظهورها في تسع ياردات كاملة (2000)، وفيلم عشرة ياردات كاملة (2004).

## نشأتها
ولدت ناتاشا هنستريدج في سبرينديل، نيوفاوندلاند، وابنة هيلين هنستريدج، ربة منزل، وبريان هنستريدج، مدير البناء وصاحب العمل.

## روابط خارجية
- ناتاشا هينستريدج على موقع IMDb (الإنجليزية)
- ناتاشا هينستريدج على موقع ميتاكريتيك (الإنجليزية)
- ناتاشا هينستريدج على موقع روتن توميتوز (الإنجليزية)
- ناتاشا هينستريدج على موقع ألو سيني (الفرنسية)
- ناتاشا هينستريدج على موقع تيرنر كلاسيك موفيز (الإنجليزية)
- ناتاشا هينستريدج على موقع أول موفي (الإنجليزية)
- ناتاشا هينستريدج على موقع قاعدة بيانات الأفلام السويدية (السويدية)
- ناتاشا هينستريدج على موقع إن إن دي بي (الإنجليزية)
- ناتاشا هينستريدج على موقع قاعدة بيانات الفيلم (الإنجليزية)
- ناتاشا هينستريدج على موقع كينوبويسك (الروسية)